# Christopher Ohen
Christopher Nusa Ohenhen (Benin City, 14 de outubro de 1970), mais conhecido por Ohen, é um ex-futebolista nigeriano que se destacou no futebol da Espanha, principalmente ao serviço do Compostela.

## Carreira em clubes

### Início
Ohen deu seus primeiros passos no futebol nas categorias de base do Julius Berger, ond se profissionalizou em 1988. No ano seguinte, após um bom desempenho no Campeonato Mundial de Futebol Sub-20 de 1989, despertou o interesse do Real Madrid, que o contratou e em seguida repassou ao time B, onde marcou oito gols em 19 partidas.

## Auge no Compostela e final de carreira
Em 1991, Ohen é dispensado pelo Real Madrid e assina com o Compostela, então na Segunda Divisão espanhola. Pela equipe galega, viveu seus melhores momentos na carreira, sendo um dos destaques dos "Picheleiros" na subida para La Liga na temporada 1993-94. Até 1997-98, foram setenta gols marcados em 196 partidas. Entre 1998 e 1999, Ohen foi empretado ao Beşiktaş, onde participou de 17 jogos e marcando dez gols.
Após uma passagem curta pelo Leganés, retornou ao Julius Berger em 2002, mas, sem ter uma sequência definida de jogos, resolveu encerrar sua carreira aos 31 anos.

## Seleção Nigeriana
Após passar pela Seleção Sub-21 da Nigéria entre 1988 e 1989 (fez parte do elenco que disputou o Mundial Sub-20 de 1989), Ohen fez sua única partida pela Seleção principal em 1997.
Sua convocação para a Copa de 1998 era praticamente dada como certa, mas o técnico Bora Milutinović preteriu o atacante, encerrando de vez a trajetória de Ohen com a camisa das Super Águias.